# Bryan Cranston
Bryan Lee Cranston, född 7 mars 1956 i Canoga Park, Los Angeles, är en amerikansk skådespelare, röstskådespelare, manusförfattare, regissör och producent.
Cranston är bland annat känd för sin roll som huvudrollsinnehavaren Walter White i AMC:s serie Breaking Bad och som Hal i TV-komediserien Malcolm - Ett geni i familjen. Andra roller han spelat är Dr. Tim Whatley i Seinfeld, Kevin James granne i Kungen av Queens och ett antal biroller i en mängd film- och TV-produktioner. För rollen i Breaking Bad har Cranston vunnit fem Emmy Awards och en Golden Globe Award. För huvudrollen som manusförfattaren Dalton Trumbo i filmen Trumbo (2015) nominerades Cranston till en Oscar för bästa manliga huvudroll på Oscarsgalan 2016, men han förlorade mot Leonardo DiCaprio (för The Revenant). Cranston upptäckte i vuxen ålder att han har dyslexi.
Cranston har varit gift två gånger och har en dotter från andra äktenskapet.

## Filmografi

### Filmer
| År   | Titel                                                         | Roll                          | Noter |
| ---- | ------------------------------------------------------------- | ----------------------------- | --- |
| 1980 | To Race the Wind                                              | Quarterback                   | Okrediterad TV-film |
| 1987 | The Return of the Six-Million-Dollar Man and the Bionic Woman | Dr. Shepherd                  | TV-film |
| 1987 | Amazon Women on the Moon                                      | Paramedic                     | |
| 1987 | Ramayana: The Legend of Prince Rama                           | Ram (röstroll)                | Engelsk dubbning |
| 1988 | The Big Turnaround                                            | Jim                           | |
| 1989 | I Know My First Name Is Steven                                | Officer Dickenson             | TV-film |
| 1990 | Corporate Affairs                                             | Darren                        | |
| 1991 | Dead Space                                                    | Dr. Frank Darden              | |
| 1991 | Dead Silence                                                  | Professor Harris              | TV-film |
| 1992 | Royal Space Force: The Wings of Honnêamise                    | Matti Tohn (röstroll)         | Engelsk dubbning (Krediterad som Lee Stone) |
| 1993 | Vem är Nora?                                                  | Okänd                         | TV-film |
| 1993 | Prophet of Evil: The Ervil Lebaron Story                      | Okänd                         | TV-film |
| 1993 | Moldiver                                                      | Tech (röstroll)               | Kortfilm Engelsk dubbning (Krediterad som Lee Stone) |
| 1994 | Erotique                                                      | Dr. Robert Stern              | |
| 1994 | Clean Slate                                                   | Club official                 | |
| 1994 | Street Fighter II: The Animated Movie                         | Fei Long (röstroll)           | Engelsk dubbning (Krediterad som Phillip Williams) |
| 1994 | Macross Plus: International Version                           | Isamu Alva Dyson (röstroll)   | Engelsk dubbning |
| 1994 | Men Who Hate Women & the Women Who Love Them                  | David                         | TV-film |
| 1994 | The Companion                                                 | Alan                          | TV-film |
| 1994 | Days Like This                                                | Benny                         | TV-film |
| 1995 | Extreme Blue                                                  | Ned Landry                    | TV-film |
| 1995 | Kissing Miranda                                               | Special Agent Falsey          | TV-film |
| 1996 | That Thing You Do!                                            | Gus Grissom                   | |
| 1996 | The Rockford Files: Punishment and Crime                      | Patrick Dougherty             | TV-film |
| 1996 | Street Corner Justice                                         | Father Brophy                 | |
| 1997 | Time Under Fire                                               | Braddock                      | |
| 1997 | Armitage III: Poly-Matrix                                     | Eddie Barrows (röstroll)      | Engelsk dubbning |
| 1997 | Strategic Command                                             | Phil Hertzberg                | |
| 1998 | Rädda menige Ryan                                             | Överste I.W. Bryce            | |
| 1999 | Last Chance                                                   | Lance                         | Även manusförfattare, producent och regissör Breckenridge Festival of Film Best of the Fest Valley Film Festival Audience Award |
| 2000 | The Big Thing                                                 | Roberto Montalban             | |
| 2000 | The Prince of Light                                           | Ram                           | |
| 2000 | Terror Tract                                                  | Ron Gatley                    | |
| 2001 | 'Twas the Night                                               | Nick Wrigley                  | TV-film |
| 2001 | The Santa Claus Brothers                                      | Jultomten (röstroll)          | TV-film |
| 2003 | National Lampoon's Holiday Reunion                            | Woodrow Snider                | TV-film |
| 2004 | Seeing Other People                                           | Peter                         | |
| 2004 | Illusion                                                      | David                         | |
| 2005 | Magnificent Desolation: Walking on the Moon 3D                | Buzz Aldrin (röstroll)        | Dokumentär |
| 2006 | Little Miss Sunshine                                          | Stan Grossman                 | |
| 2006 | Intellectual Property                                         | CSE radiovärd                 | |
| 2007 | Hard Four                                                     | Lt. Bryce Baxter              | |
| 2008 | The Hollywood Quad                                            | Burton Melrose                | TV-film |
| 2010 | Love Ranch                                                    | James Pettis                  | |
| 2011 | The Lincoln Lawyer                                            | Detective Lankford            | |
| 2011 | Drive                                                         | Shannon                       | |
| 2011 | Detachment                                                    | Richard Dearden               | |
| 2011 | Leave                                                         | Eliot                         | |
| 2011 | Det är aldrig för sent Larry Crowne                           | Dean Tainot                   | |
| 2011 | Batman: Year One                                              | James Gordon (röstroll)       | Direct-to-video |
| 2011 | Contagion                                                     | Haggerty                      | Nominerad—Phoenix Film Critics Society Award for Best Cast |
| 2012 | Red Tails                                                     | Major William Mortamus        | |
| 2012 | John Carter                                                   | Colonel Powell                | |
| 2012 | Madagaskar 3                                                  | Vitaly (röstroll)             | |
| 2012 | Rock of Ages                                                  | Mayor Mike Whitmore           | |
| 2012 | Total Recall                                                  | Vilos Cohaagen                | |
| 2012 | Argo                                                          | Jack O'Donnell                | Screen Actors Guild Award for Outstanding Performance by a Cast in a Motion Picture New York Film Critics Online Award for Best Ensemble Cast Nominerad—San Diego Film Critics Society Award for Best Performance by an Ensemble Nominerad—Washington D.C. Area Film Critics Association Award for Best Ensemble Nominerad—Detroit Film Critics Society Award for Best Ensemble Nominerad—Phoenix Film Critics Society Award for Best Cast Nominerad—Broadcast Film Critics Association Award for Best Acting Ensemble |
| 2013 | Cold Comes the Night                                          | Topo                          | |
| 2013 | Writer's Block                                                | The Writer                    | Kortfilm |
| 2014 | Get a Job                                                     | Roger Davis                   | |
| 2014 | Godzilla                                                      | Joe Brody                     | |
| 2015 | Trumbo                                                        | Dalton Trumbo                 | Nominerad – Oscar för bästa manliga huvudroll Nominerad – Golden Globe Award för bästa manliga huvudroll - drama Nominerad – BAFTA Award för bästa manliga huvudroll Nominerad – Screen Actors Guild Award för bästa manliga huvudroll Nominerad – Critics' Choice Movie Award för bästa manliga skådespelare |
| 2016 | Kung Fu Panda 3                                               | Li Shan, Pos pappa (röstroll) | |
| 2016 | Why Him?                                                      | Ned Fleming                   | |
| 2017 | Power Rangers                                                 | Zordon                        | |
| 2017 | The Upside                                                    | Phillip                       | |
| 2017 | The Disaster Artist                                           | Sig själv                     | Okrediterad |
| 2018 | Isle of Dogs                                                  | Chief (röstroll)              | |
| 2019 | El Camino: A Breaking Bad Movie                               | Walter White                  | |
| 2023 | Asteroid City                                                 | The Host                      | |
| 2024 | Argylle                                                       | Ritter                        | |
| 2024 | Kung Fu Panda 4                                               | Li                            | Röstroll |
| 2025 | The Phoenician Scheme                                         | Reagan                        | |
| 2026 | Three Bags Full: A Sheep Detective Movie                      |                               | |

### TV
| År        | Titel                                 | Roll                                        | Noter |
| --------- | ------------------------------------- | ------------------------------------------- | --- |
| 1982      | Crisis Counselor                      | Sam                                         | Avsnitt: "Bisexual Marriage" |
| 1982      | CHiPs                                 | Billy Joe                                   | Avsnitt: "Return to Death's Door" |
| 1983      | Loving                                | Douglas "Doug" Donovan                      | Avsnitt: "Pilot" |
| 1985      | Cover Up                              | Frank Lawler / Tommy Maynard                | Avsnitt: "Who's Trying to Kill Miss Globe?" |
| 1985      | One Life to Live                      | Dean Stella                                 | Soap opera |
| 1986      | Airwolf                               | Robert Hollis                               | Avsnitt: "Desperate Monday" |
| 1986      | Nord och syd II                       | Överste Austin                              | Avsnitt: "1.6" |
| 1986–1996 | Mord och inga visor                   | Brian East / Jerry Wilber/ Parker Foreman   | 3 avsnitt |
| 1987      | Spanarna på Hill Street               | Counsellor                                  | Avsnitt: "A Pound of Flesh" |
| 1987–1991 | Matlock                               | Brian Emerson / Dr. Harding Fletcher        | 2 avsnitt |
| 1988      | Raising Miranda                       | Uncle Russell                               | 9 avsnitt |
| 1989      | Maktkamp på Falcon Crest              | Martin Randall                              | Avsnitt: "Enquiring Minds" |
| 1989      | Baywatch                              | Tom Logan                                   | Avsnitt: "Cruise Ship" |
| 1990      | Hull High                             | Mr. McConnell                               | Avsnitt: "1.8" |
| 1990      | Rättvisans män                        | Lyle Wicks / Jason Miller                   | Avsnitt: "Exactly Like You" |
| 1990      | Capital News                          | Congressman Marple                          | Avsnitt: "Blues for Mr. White" |
| 1991      | The Flash                             | Philip "Mark" Moses                         | Avsnitt: "Be My Baby" |
| 1992      | Lagens änglar                         | Mr. Philips                                 | Avsnitt: "All About Sleaze" |
| 1993      | Moldiver                              | Olika röstroller                            | Engelsk dubbning |
| 1993      | Mighty Morphin Power Rangers          | Twinman / Snizard (röstroll)                | 2 avsnitt |
| 1993      | Super Dimension Century Orguss 02     | Imperial Officer (röstroll)                 | Engelsk dubbning |
| 1994      | Tekkaman Blade                        | Sgt. Miles O'Rourke (röstroll)              | Engelsk dubbning |
| 1994      | Viper                                 | Garrett Berlin                              | Avsnitt: "Wheels of Fire" |
| 1994      | Walker, Texas Ranger                  | Hank                                        | Avsnitt: "Deadly Vision" |
| 1994–1997 | Seinfeld                              | Dr. Tim Whatley                             | 5 avsnitt |
| 1994      | Viper                                 | Garett Berlin                               | Avsnitt: "Wheels of Fire" |
| 1995      | Armitage III                          | Eddie Borrows (röstroll)                    | Engelsk dubbning |
| 1995      | Touched by an Angel                   | Dr. Tom Bryant                              | Avsnitt: "The Hero" |
| 1995      | Brotherly Love                        | Russell Winslow                             | Avsnitt: "Such a Bargain" |
| 1995      | Land's End                            | Matt McCulla                                | 2 avsnitt |
| 1995      | Mannen som försvann                   | Sheriff Norman Wade                         | Avsnitt: "The Alpha Spike" |
| 1996      | Eagle Riders                          | Joe Thax (röstroll)                         | Engelsk dubbning |
| 1996      | The Louie Show                        | Curt Sincic                                 | 6 avsnitt |
| 1996–1998 | Diagnosis: Murder                     | Walter Mason / Martin Rutgers               | 2 avsnitt |
| 1997      | Moloney                               | Okänd                                       | Avsnitt: "Clarity Begins at Home" |
| 1997      | Babylon 5                             | Ericsson                                    | Avsnitt: "The Long Night" |
| 1997      | Dogs                                  | Okänd                                       | Avsnitt: "Pilot" |
| 1997      | Goode Behavior                        | Record executive                            | Avsnitt: "Goode Music" |
| 1997      | Sabrina tonårshäxan                   | Witch lawyer                                | Avsnitt: "Troll Bride" |
| 1997      | Pearl                                 | Isaac Perlow                                | Avsnitt: "My So-Called Real Life" |
| 1997      | Total Security                        | Jason Nichols                               | Avsnitt: "Wet Side Story" |
| 1997      | Alright Already                       | Robert                                      | Avsnitt: "Again with the Pilot" |
| 1998      | Brooklyn South                        | IAB Lt. Gordon Denton                       | 2 avsnitt |
| 1998      | Från jorden till månen                | Buzz Aldrin                                 | 2 avsnitt |
| 1998      | V.I.P.                                | Colt Arrow                                  | Avsnitt: "Beats Working at a Hot Dog Stand" |
| 1998      | Arkiv X                               | Patrick Crump                               | Avsnitt: "Drive" |
| 1998      | Chicago Hope                          | Jesus                                       | Avsnitt: "Tantric Turkey" |
| 1998      | Working                               | Larry Prince                                | Avsnitt: "The Consultant" |
| 1998      | Honey, I Shrunk the Kids: The TV Show | Ronald "Cheesy" Meezy                       | Avsnitt: "Honey, I'm the Sorcerer's Apprentice" |
| 1999      | Tredje klotet från solen              | Neil Diamond imitatör                       | Avsnitt: "Paranoid Dick" |
| 1999      | Kameleonten                           | Neil Roberts                                | Avsnitt: "PTB" |
| 1999–2001 | Kungen av Queens                      | Tim Saksky                                  | 4 avsnitt |
| 2000–2001 | Clerks                                | Olika röstroller                            | 3 avsnitt |
| 2000–2006 | Malcolm - Ett geni i familjen         | Hal                                         | 151 avsnitt Nominerad—Primetime Emmy Award for Outstanding Supporting Actor in a Comedy Series (2002, 2003, 2006) Nominerad—Golden Globe Award for Best Supporting Actor – Series, Miniseries or Television Film (2003) Nominerad—Satellite Award for Best Actor - Television Series Musical or Comedy (2004) Nominerad—TCA Award for Individual Achievement in Comedy (2001) |
| 2003–2005 | Lilo & Stitch                         | Mr. Jameson (röstroll)                      | 4 avsnitt |
| 2005–2010 | American Dad!                         | Bill Publisherman / Mr. Winthrop (röstroll) | 2 avsnitt |
| 2006–2014 | Family Guy                            | Hal / Dr. Jewish (röstroll) Sig själv       | 3 avsnitt |
| 2006–2013 | How I Met Your Mother                 | Hammond Druthers                            | 3 avsnitt |
| 2007      | Fallen                                | Lucifer / The Light Bringer                 | 4 avsnitt |
| 2008–2013 | Breaking Bad                          | Walter White                                | 62 avsnitt; även producent Primetime Emmy Award for Outstanding Lead Actor in a Drama Series (2008, 2009, 2010) Critics' Choice Television Award for Best Actor in a Drama Series (2012, 2013) Golden Globe Award for Best Actor – Television Series Drama (2014) Golden Nymph Award for Outstanding Actor in a Drama Series (2013) IGN Award for Best TV Actor (2009, 2010, 2012, 2014) Satellite Award for Best Actor – Television Series Drama (2008, 2009, 2010, 2014) Saturn Award for Best Actor on Television (2012, 2013) Screen Actors Guild Award for Outstanding Performance by a Male Actor in a Drama Series (2013, 2014) Screen Actors Guild Award for Outstanding Performance by an Ensemble in a Drama Series (2014) TCA Award for Individual Achievement in Drama (2009) Nominerad—Primetime Emmy Award for Outstanding Lead Actor in a Drama Series (2012, 2013) Nominerad—Critics' Choice Television Award for Best Actor in a Drama Series (2014) Nominerad—Dorian Award for TV Performance of the Year (2012, 2013) Nominerad—Golden Globe Award for Best Actor – Television Series Drama (2011, 2012, 2013) Nominerad—IGN Award for Best TV Actor (2011, 2013) Nominerad—Prism Award for Male Performance in a Drama Series – Multi-Episode Story Line (2009, 2010, 2011, 2013) Nominerad—Satellite Award for Best Actor – Television Series Drama (2011, 2012) Nominerad—Saturn Award for Best Actor on Television (2009, 2010, 2011, 2014) Nominerad—Screen Actors Guild Award for Outstanding Performance by a Male Actor in a Drama Series (2010, 2011, 2012) Nominerad—Screen Actors Guild Award for Outstanding Performance by an Ensemble in a Drama Series (2012, 2013) Pending—TCA Award for Individual Achievement in Drama (2010, 2012, 2013, 2014) Nominerad—TV Guide Award for Favorite Actor (2012, 2013) |
| 2010–2011 | Glenn Martin, DDS                     | Drake Stone (röstroll)                      | Avsnitt: "Date with Destiny" |
| 2010      | Saturday Night Live                   | Värd                                        | Avsnitt: "Bryan Cranston/Kanye West" |
| 2011      | Robot Chicken                         | Olika röstroller                            | 3 avsnitt |
| 2012      | Archer                                | Commander Tony Drake (röstroll)             | 2 avsnitt |
| 2012      | 30 Rock                               | Ron                                         | Avsnitt: "Governor Dunston" |
| 2012–2013 | Simpsons                              | Walter White / Stradivarius Cain (röstroll) | 2 avsnitt |
| 2012–2013 | The Cleveland Show                    | Olika röstroller                            | Röstroll 9 avsnitt |
| 2013      | Übermansion                           | Titanium Rex (röstroll)                     | Pilot |
| 2013      | Colbert Report                        | Sig själv                                   | 2 avsnitt |
| 2022      | Better Call Saul                      | Walter White                                | 2 avsnitt |

### Som regissör
| År        | Titel                         | Noter |
| --------- | ----------------------------- | --- |
| 2000–2003 | Malcolm - Ett geni i familjen | 7 avsnitt                                                                                                   |
| 2006      | Special Unit                  | TV-film |
| 2006      | Big Day                       | Avsnitt: "Stolen Vows"                                                                                      |
| 2009–2013 | Breaking Bad                  | 3 avsnitt                                                                                                   |
| 2012      | The Office                    | Avsnitt: "Work Bus"                                                                                         |
| 2012–2013 | Modern Family                 | 2 avsnitt Nominerad—Directors Guild of America Award for Outstanding Directing – Comedy Series (2012, 2013) |

### Teater
| År   | Titel           | Roll              | Teater                                        | Noter |
| ---- | --------------- | ----------------- | --------------------------------------------- | --- |
| 2006 | The God of Hell | Welch             | Geffen Playhouse                              | |
| 2013 | All the Way     | Lyndon B. Johnson | American Repertory Theater Neil Simon Theatre | Tony Award for Best Actor in a Play Drama Desk Award for Outstanding Actor in a Play Outer Critics Circle Award for Outstanding Actor in a Play |

### Webb-serier
| År   | Titel                                  | Roll         | Noter                                                  |
| ---- | -------------------------------------- | ------------ | ------------------------------------------------------ |
| 2009 | Breaking Bad: Original Minisodes       | Walter White | 2 avsnitt                                              |
| 2011 | The Handlers                           | Jack Powers  | 4 avsnitt; även exekutiv producent och manusförfattare |
| 2013 | Seth Rogen = Worst Person in the World | Walter White | Funny or Die-kortfilm                                  |

### Musikvideor
| År   | Artist               | Låt          | Roll |
| ---- | -------------------- | ------------ | ---- |
| 2002 | They Might Be Giants | "Boss of Me" | Hal  |